# EIF4A
eIF4A(eukaryotic initiation factor-4A, 진핵생물 개시인자-4A) 계열은 밀접하게 관련된 3개의 단백질 EIF4A1, EIF4A2 및 EIF4A3으로 구성된다. 이러한 요소는 mRNA가 40S 리보솜 하위 단위에 결합하는 데 필요하다. 또한 이들 단백질은 이중 가닥 RNA를 푸는 기능을 하는 헬리카제이다.

## 배경
진핵세포의 기본적인 생존을 관장하는 메커니즘은 엄청나게 복잡하다. 따라서 단백질 합성의 여러 단계에서 조절이 발생한다는 것은 놀라운 일이 아니다. 번역 조절은 잘 연구된 분야가 되었다. 인간 번역 제어는 다양한 질병에 대한 의미를 갖기 때문에 연구 관심이 높아지고 있다. 인간의 번역과 관련된 많은 요인의 오솔로그는 다양한 진핵생물에 의해 공유된다. 그 중 일부는 번역 개시 및 신장 조사를 위한 모델 시스템으로 사용된다(예: 수정 시 성게 알, 설치류 뇌 및 토끼 망상적혈구). 모노드와 제이콥은 "개별 단백질의 합성은 특정 외부 요인의 영향으로 세포 내에서 유발되거나 억제될 수 있으며, 외부 조건에 따라 다양한 단백질이 근본적으로 변경될 수 있는 상대적인 속도가 달라질 수 있다"고 제안한 최초의 사람들 중 하나이다. 모노드와 제이콥의 이전 가정이 그 예인 분자생물학의 중심 교리가 밝혀지면서 수많은 가정이 나온 지 거의 반세기가 지났다. 현대 연구자들은 유전적 표현의 조절에 관해 아직도 배워야 할 것이 많다. 진핵생물의 성숙한 전령 RNA로부터 단백질 합성은 번역 개시, 신장, 이러한 단계의 종료로 나뉜다. 번역의 시작은 속도 제한 단계이다. 번역 개시 과정 내에서; 병목 현상은 리보솜이 5' m7GTP에 결합하기 직전에 발생하며 여러 단백질에 의해 촉진된다. 스트레스, 아미노산 결핍 등으로 인한 수축이 효과를 발휘하는 것은 이 단계이다.